# Basquetebol nos Jogos Pan-Americanos de 1987
Torneio de basquetebol masculino nos Jogos Pan-Americanos de 1987 foi realizado entre 9 e 23 de agosto de 1987 no ginásio Market Square Arena em Indianápolis, Estados Unidos.

## Calendário
| Agosto      | 7 | 8 | 9 | 10 | 11 | 12 | 13 | 14 | 15 | 16 | 17 | 18 | 19 | 20 | 21 | 22 | 23 |
| ----------- | - | - | - | -- | -- | -- | -- | -- | -- | -- | -- | -- | -- | -- | -- | -- | -- |
| Basquetebol |   |   |   |    |    |    |    |    |    |    |    |    |    |    |    |    | 2  |

|  | Dia de competição |  | Dia de final |

## Países participantes
| - ARG Argentina (12) - BRA Brasil (24) - CAN Canadá (24) - COL Colômbia (12) - CUB Cuba (12) | - USA Estados Unidos (24) - ISV Ilhas Virgens Americanas (12) - MEX México (24) - PAN Panamá (12) | - PER Peru (12) - PUR Porto Rico (12) - URU Uruguai (12) - VEN Venezuela (12) |

## Medalhistas
| Evento             | Ouro | Prata | Bronze |
| ------------------ | --- | --- | --- |
| Masculino detalhes | Paulinho Villas Boas Maury Ponikwar de Souza Gérson Victalino João José Vianna "Pipoka" Rolando Ferreira Ricardo Guimarães "Cadum" Jorge Guerra "Guerrinha" Marcel Ponickwar de Souza Silvio Malvezi André Ernesto Stoffel Oscar Daniel Bezerra Schmidt Israel Campelo Andrade BRA Brasil | Keith Smart Pooh Richardson Jeff Lebo Ricky Berry Fennis Dembo Jerome Lane Anderson Rex Chapman Pervis Ellison Danny Manning Dean Garrett David Robinson USA Estados Unidos | José Ortiz Federico López Willie Meléndez Orlando Marrero Jerome Mincy Deán Borges Ángel Cruz Ángel Santiago Mario Morales Édgar de León Jerry Ocasio Ramón Ramos PUR Porto Rico |
| Feminino detalhes  | USA Estados Unidos | BRA Brasil | CUB Cuba |

## Quadro de medalhas
| Ordem | País               | Medalha de ouro | Medalha de prata | Medalha de bronze |   |
| ----- | ------------------ | --------------- | ---------------- | ----------------- | - |
| 1     | BRA Brasil         | 1               | 1                |                   | 2 |
| 1     | USA Estados Unidos | 1               | 1                |                   | 2 |
| 3     | PUR Porto Rico     |                 |                  | 1                 | 1 |
| 3     | CUB Cuba           |                 |                  | 1                 | 1 |
| TOTAL | TOTAL              | 2               | 2                | 2                 | 6 |